# Åby Stora Montépris
Åby Stora Montépris är ett montélopp för varmblod som rids på Åbytravet i Mölndal varje år i slutet av augusti. Det går av stapeln samma tävlingsdag som Åby Stora Pris och Åby Stora Kallblodspris. Loppet rids över 1 640 meter med autostart. Förstapris är 125 000 kronor.
Första upplagan av Åby Stora Montépris reds 2005. Premiärupplagan vanns av Indy Bow, riden av Carina Sköld.

## Vinnare
| År   | Häst               | Ryttare           | Tränare              | Odds  | Tid    |
| ---- | ------------------ | ----------------- | -------------------- | ----- | ------ |
| 2024 | Diamant de Tréabat | Jonathan Carré    | Constanza Flores     | 7,21  | 1.10,4 |
| 2023 | Corps et Ame       | Jonathan Carré    | Henk A. J. Grift     | 1,20  | 1.11,4 |
| 2022 | Diamant de Larre   | Jonathan Carré    | Henk A. J. Grift     | 4,90  | 1.10,5 |
| 2021 | Gustafson          | Hanna Huygens     | Jeroen W.M. Engwerda | 6,70  | 1.11,0 |
| 2020 | Rajesh Face        | Sofia Adolfsson   | Adrian Kolgjini      | 4,73  | 1.10,1 |
| 2019 | Star Advisor Joli  | Emilia Leo        | Sofia Aronsson       | 2,73  | 1.12,2 |
| 2018 | Be Mine de Houelle | Marie Bacsich     | Franck Leblanc       | 1,12  | 1.11,9 |
| 2017 | Special Envoy      | Malin V. Berås    | Frode Hamre          | 7,70  | 1.11,8 |
| 2016 | Nantucket          | Sofia Adolfsson   | Mercedes Balogh      | 1,64  | 1.11,2 |
| 2015 | Art on Line        | Iina Aho          | Mikko Aho            | 1,83  | 1.12,1 |
| 2014 | Organdi d'Or       | Sofia Aronsson    | Sofia Aronsson       | 17,17 | 1.13,2 |
| 2013 | Organdi d'Or       | Sofia Aronsson    | Sofia Aronsson       | 12,47 | 1.12,7 |
| 2012 | Poison Composite   | Åsa Svensson      | Jan Hellstedt        | 1,94  | 1.11,5 |
| 2011 | Hot Tub            | Åsa Svensson      | Marcus Öhman         | 3,20  | 1.11,6 |
| 2010 | Dante Topspin      | Linda M. Eriksson | Terje Slettum        | 63,63 | 1.12,4 |
| 2009 | Queen Of My Heart  | Jessica Flodin    | Kristian Skullerud   | 6,56  | 1.13,7 |
| 2008 | Magnifik Girl      | Peter Jarvén      | Håkan K. Persson     | 8,75  | 1.13,1 |
| 2007 | Magnifik Girl      | Peter Jarvén      | Håkan K. Persson     | 5,26  | 1.13,5 |
| 2006 | Zerberus           | Catrin Fajersson  | Catrin Fajersson     | 5,14  | 1.14,4 |
| 2005 | Indy Bow           | Carina Sköld      | Trond Anderssen      | 21,82 | 1.13,6 |